# Spanisches Rathaus Lommersum

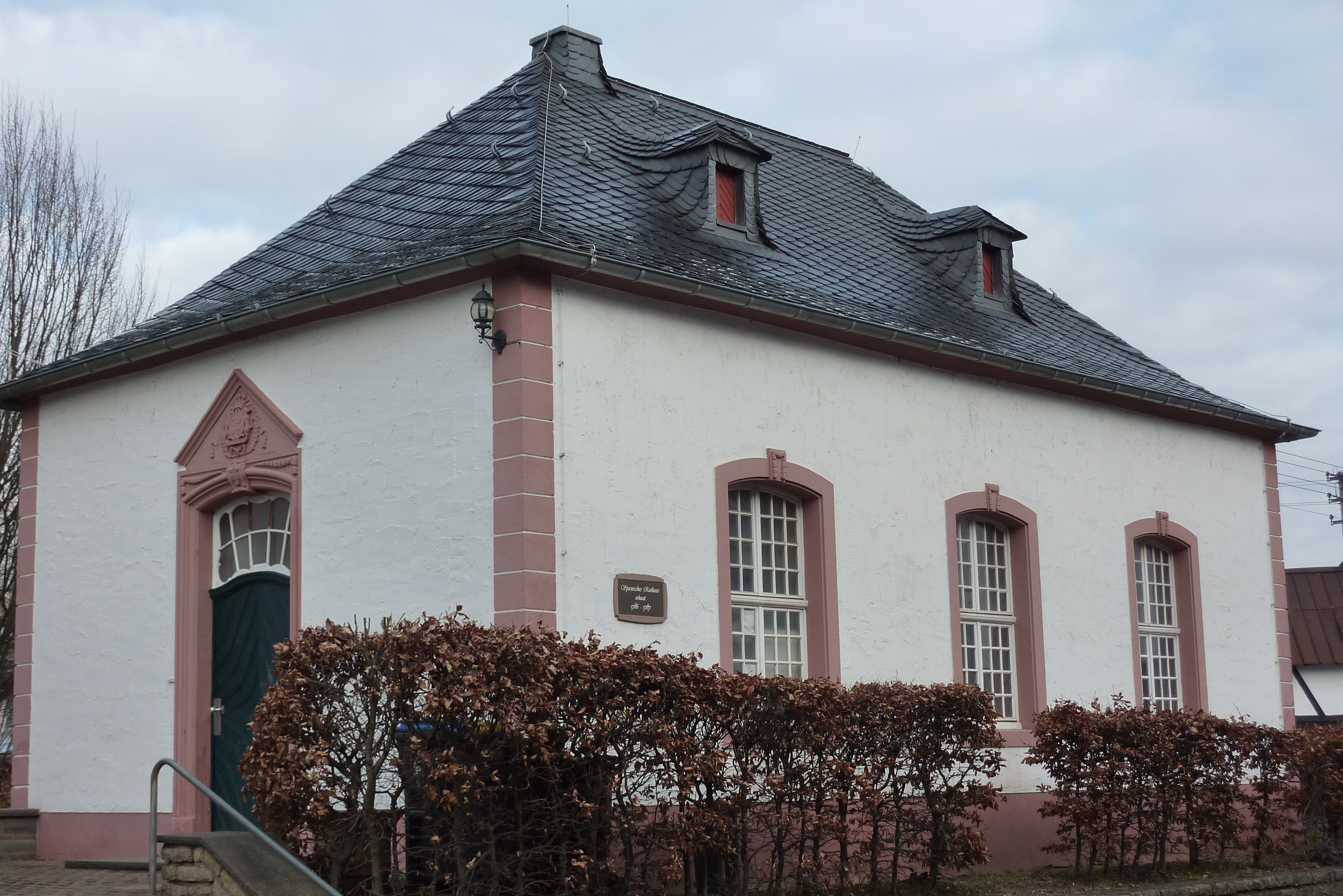
Spanisches Rathaus in Lommersum

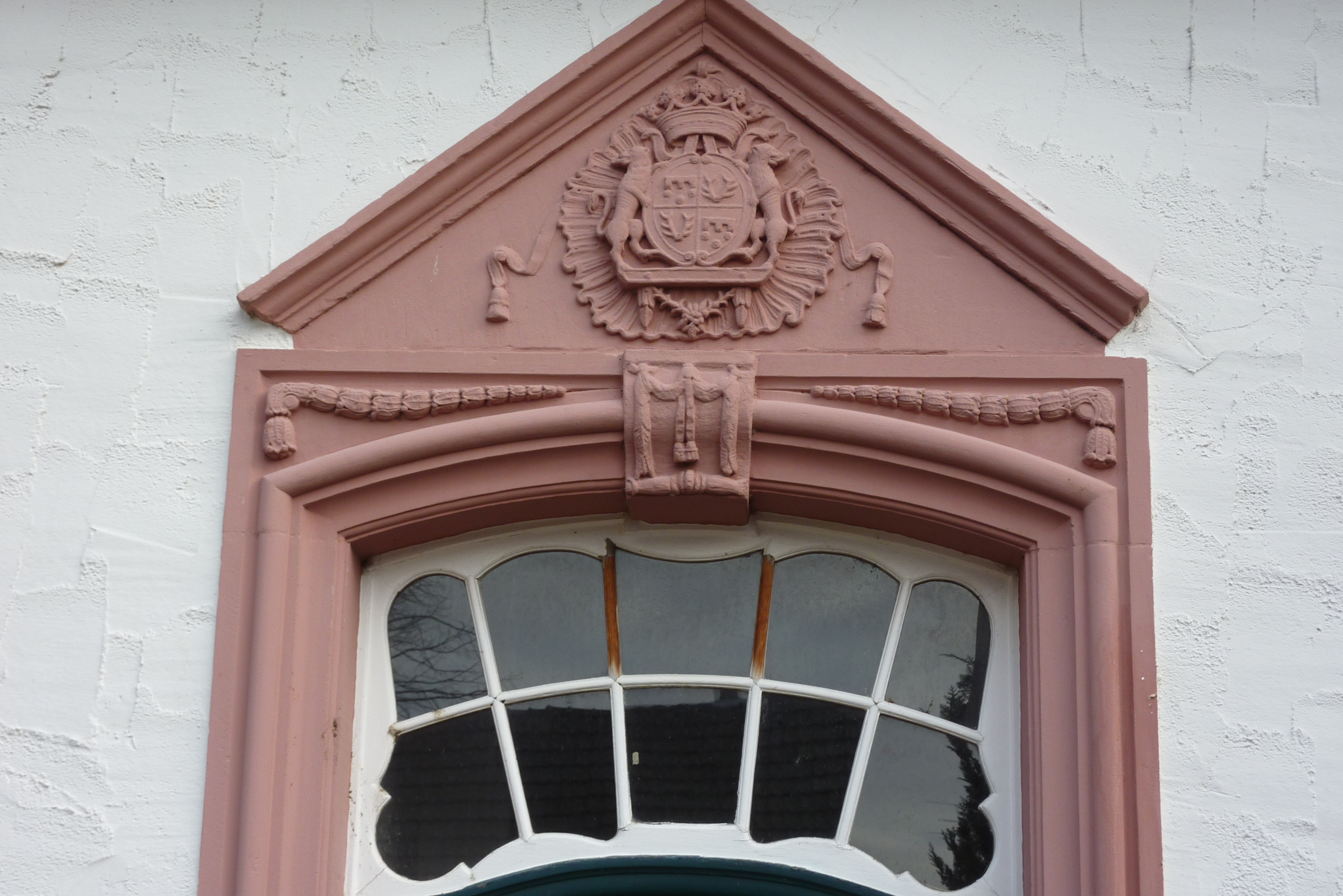
Wappen der Grafen von Schaesberg über dem Portal

Das Spanische Rathaus Lommersum ist ein Rokokobau in Lommersum, einem Ortsteil der Gemeinde Weilerswist im Kreis Euskirchen (Nordrhein-Westfalen), der in der ersten Hälfte des 18. Jahrhunderts errichtet wurde. Das Gebäude steht unter Denkmalschutz.

## Geschichte
Das Spanische Rathaus, das sich am Rande des Kirchenareals an der Walramstraße befindet, bekam seinen Namen, weil Lommersum sich unter der Herrschaft der spanischen Habsburger befand. Von 1522 bis 1786 unterstand es dem "Souveränen Rat von Brabant" in Brüssel und damit der Herrschaft Spaniens.

## Architektur
Das Spanische Rathaus ist ein schlichter einstöckiger Rokokobau aus der ersten Hälfte des 18. Jahrhunderts. Es besitzt drei Achsen und ist mit einem Walmdach gedeckt. Das Portal mit einfacher Rokokoleistenverzierung schließt mit einem Dreiecksgiebel, der mit einer Wappenkartusche versehen ist, ab. Darin ist das Wappen der Grafen von Schaesberg dargestellt, die 1710 die Grafschaft Kerpen-Lommersum zu Lehen erhalten hatten. 